# Špangleščina
Špangleščina (Spanglish iz »Spanish« in »English«) je ime, ki označuje skupek dialektov, pidžinov in kreolskih jezikov, ki so se razvili iz odnosa dveh govornih skupin, španske in angleške, pri čemer gre navadno za govorce, ki govorijo oba jezika oz. ju delno obvladajo navadno na ozemlju ZDA, v zadnjem času pa se pojav spanglisha opaža tudi v Latinski Ameriki. Gre za mešanico španske in angleške leksike ter gramatike.
Termin spanglish de uvedel portoriški novinar in pisatelj Salvador Tió, ki leta 1948 v svoji kolumni Teoría del espanglish (Teorija espanglisha) zavrne dvojezičnost, saj meni, da je le-ta za govorca preveč zahtevna, saj ta od njega zahteva da se izraža in misli v različnih jezikih. Rešitev za ta problem vidi v spanglishu, ki govorcem omogoča, da se hkrati izrazijo v obeh jezikih.
Poznamo tudi druge primere dvojezičnosti, kot je falangais (mešanica francoščine in angleščine na območju Kanade), portuñol (mešanica španščine in portugalščine ne meji med Urugvajem in Brazilijo) in hinglish (mešanica angleščine in indijskega jezika v Indiji), vendar pa je spanglish najbolj znan in razširjen primer dvojezičnosti.

## Razvoj
Čeprav se izraz spanglish pojavi šele leta 1948, segajo začetki špangleščine že v 19. stoletje, ko se podpiše Guadalupe Hidalgo mirovni sporazum, s katero Mehika Združenim Državam Amerike proda ozemlja Teksasa, Nove Mehike, Arizone, Kolorada, Utaha in Kalifornije. Posledica podpisa pogodbe je velika skupina špansko govorečih govorcev, ki se znajde na področju, katerega uradni jezik je angleščina, kar povzroči pojav dvojezičnosti. Govorci so namreč primorani uporabljati angleški jezik kot jezik delavnega okolja in izobraževanja, hkrati pa ohranjajo svoj materni jezik, v katerega začnejo vdirati prvine angleščine. Pojavi se skupina t. i. mehiških Američanov, ki začnejo uporabljati angleške besede s špansko izgovorjavo, kar označuje začetek razvoja špangleščine.

## Jezikovne značilnosti
Špangleščina ni jezik, zato težko govorimo o jezikovnih pravilih, ki sicer navadno predstavljajo jezikovno normo posameznega jezika. Večina raziskovalcev tako definira špangleščino kot mešanico jezikovnih kodov oziroma code switching, ki se odraža v naslednjih značilnostih:
- menjavanje jezikovnih kodov (ali menjavanje dveh jezikov)
- angleške tujke, izposojenke in kalki
- sprotno ustvarjanje novih jezikovnih izrazov
- različice španske angleščine in angleške španščine.

Menjava koda se lahko zgodi tako na besedni kot na stavčni ravni. Lahko gre torej za menjavanje koda znotraj določenega stavka (Tengo clase so me voy ali I started acting real curiosa), kar pomeni, da je lahko nekaj besed v španščini in nekaj v angleščini, ali pa na stavčni ravni (Mucha gente no sabe where Manchester is o You know me gusta mucho bailar), kar pomeni, da je en stavek v angleščini, drugi pa v španščini ali obratno.
Spremembe, ki jih uvede spanglish, se pojavljajo na vseh jezikovnih ravneh: na glasovni, na morfološki, semantični in leksikalni ravni. Ločimo štiri skupine izposojenk:
1. fonološke (prilagodi se izgovorjava): fútbol (nogomet), galón (merska enota), ril (ribiška palica) …
2. morfološke (prilagoditev oblikovnih značilnosti): flirtear (flirtati od flirting), lonchera (prenosna posoda za kosilo od lunchbox), taipista (mehanograf od typing) …
3. semantične (prilagoditev pomenske strani besed): aplicacion (vloga od aplication), grosería (špecerija od grocery), registrar (vpisati, registrirati od registration) …
4. kalki: escuela alta (višja šola od high school).